# (873) Mechthild
(873) Mechthild ist ein Asteroid des Hauptgürtels, der am 21. Mai 1917 vom deutschen Astronomen Max Wolf in Heidelberg entdeckt wurde.
Die Herkunft des Namens ist unbekannt.